# Xerus
A Xerus az emlősök (Mammalia) osztályának a rágcsálók (Rodentia) rendjébe, ezen belül a mókusfélék (Sciuridae) családjába tartozó nem.

## Rendszerezés
A nembe az alábbi 3 alnem és 4 recens faj és 1 fosszilis faj tartozik:
- Xerus Hemprich & Ehrenberg, 1833
  - Xerus rutilus Cretzschmar, 1828 - típusfaj
- Euxerus Thomas, 1909
  - Xerus erythropus E. Geoffroy, 1803
- Geosciurus Smith, 1834
  - fokföldi ürgemókus (Xerus inauris) Zimmermann, 1780
  - Xerus princeps Thomas, 1929
- Bizonytalan helyzetű (a Xerus nemen belül, határozatlan alnembe helyezett faj):
  - Xerus daamsi Andossa, Brunet, Daams, Denys, Peláez-Campomanes, Vignaud & Viriot, 2003